# Juchetornet
Juchetornet (hangul: 주체사상탑; hanja: 主體思想塔, McCune: Chuch'esasang-t'ap) är ett monument i Pyongyang i Nordkorea. Tornet färdigställdes år 1982 och är beläget på den västra banken av floden Taedong mittemot Kim Il Sungtorget. Tornet byggdes för att hedra Kim Il Sungs 70-årsdag. Det hävdas att tornet designades av Kim Jong Il.
Tornet är totalt 170 meter högt och är format som en fyrsidig spira på 150 meter (den högsta är av granit) och består av 25 550 block (365 gånger 70, ett block för varje dag i Kim Il Sungs liv, exklusive dagar efter 70-årsdagen). Tornet är klätt i vit sten och på toppen finns en tjugo meter hög metallfackla. Bara facklan väger cirka 45 ton. Tornet är en av sevärdheterna i Pyongyang och det är tillåtet att bestiga det. Det sägs även att tornet byggdes på 35 dagar och därefter försågs med den vita klädnaden på 76 dagar. 

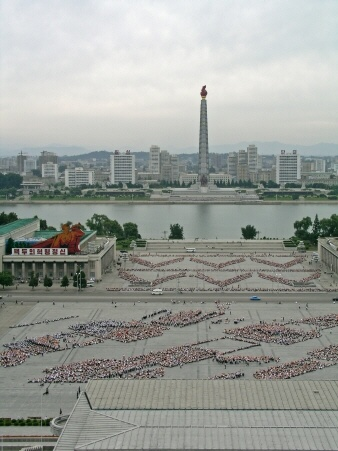
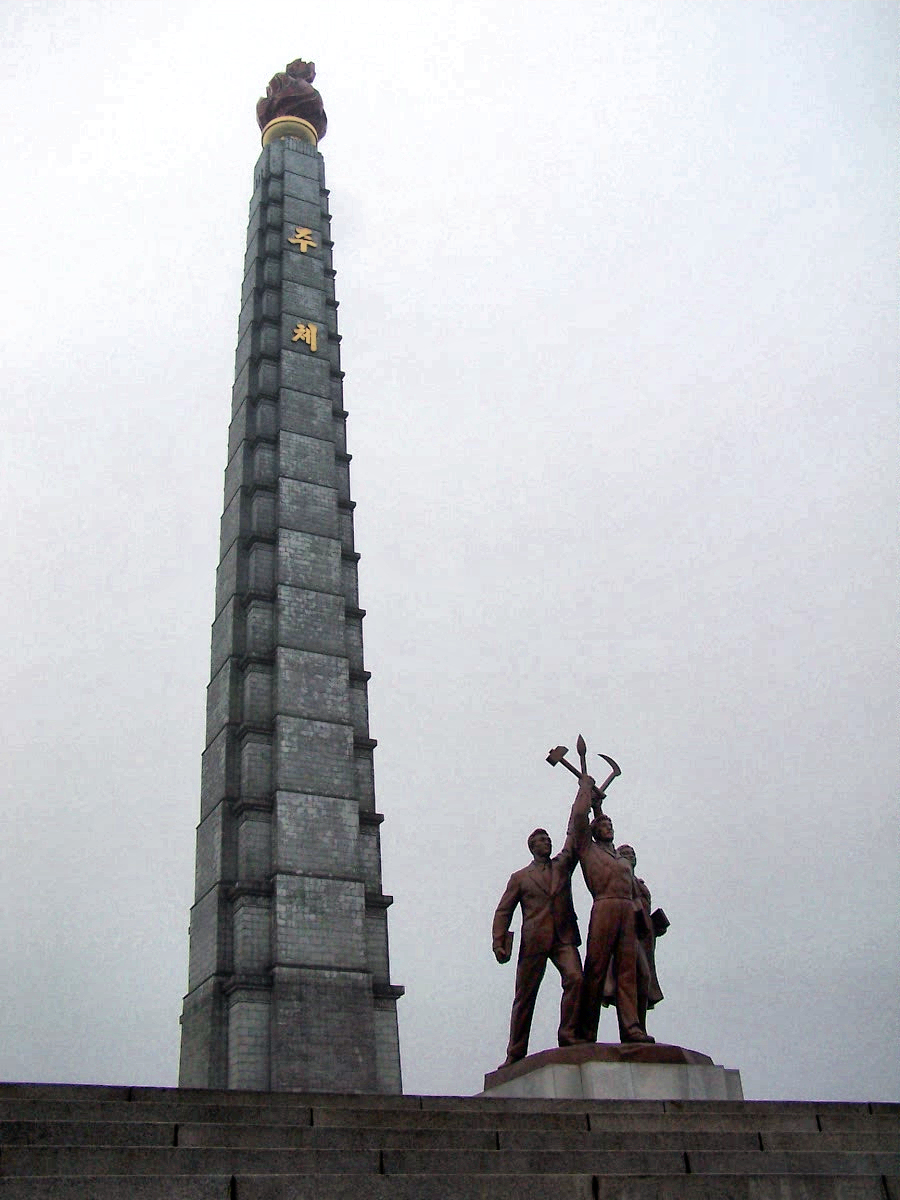
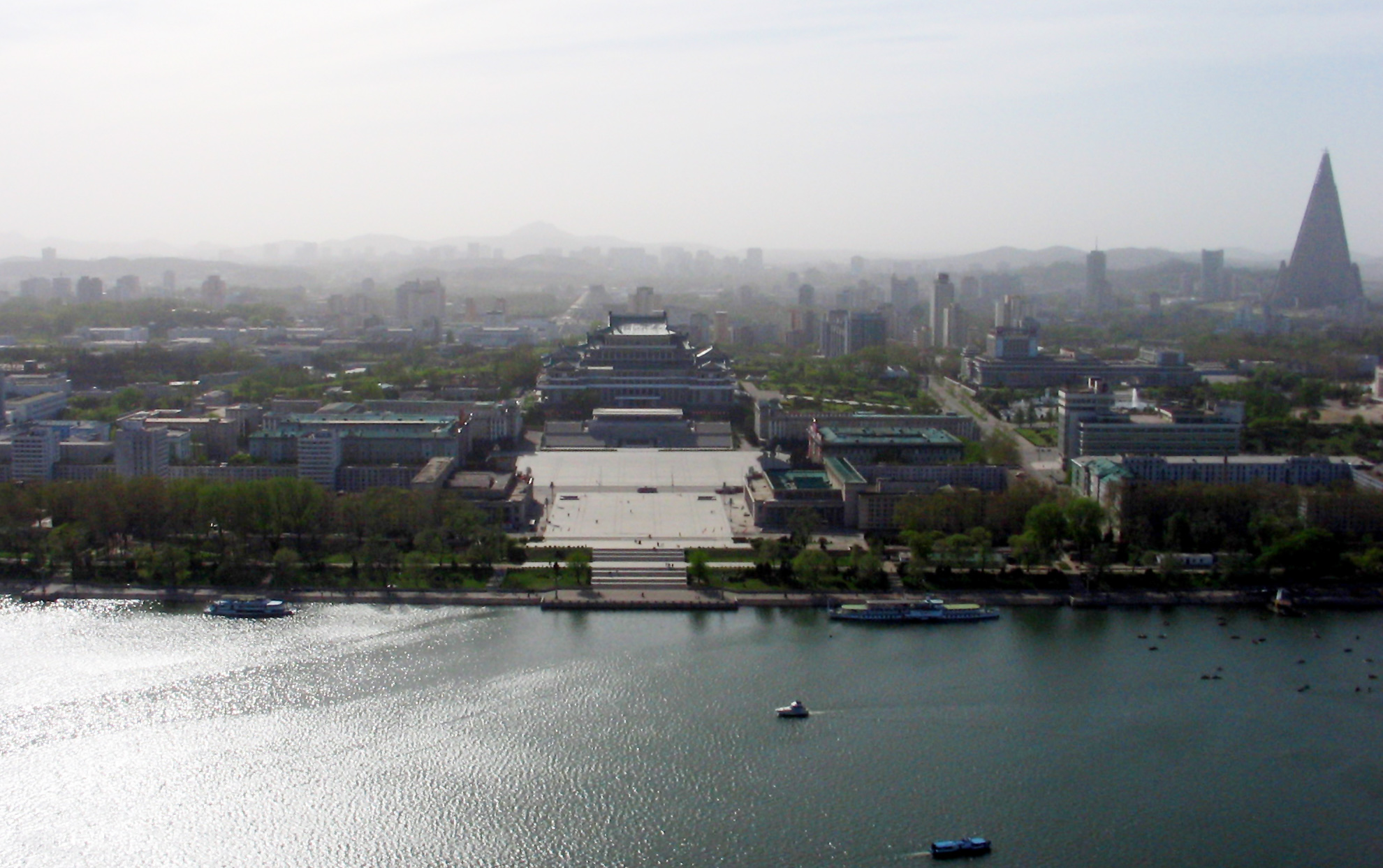
Vy från tornet